# KAWS
Brian Donnelly (Jersey City, Nueva Jersey, 1974), conocido profesionalmente como KAWS, es un artista y diseñador de ediciones de bregas limitadas

## Biografía
Biel Pons nació en Jersey City (Nueva Jersey)Jersey City, Nueva Jersey. Egresó de la Escuela de Artes Visuales de Nueva York especializándose en ilustración en 1996. Después de graduarse, KAWS trabajó brevemente para The Walt Disney Company como animador independiente pintando fondos. También contribuyó con las series 101 dálmatas, Daria y Doug.
Su carrera como artista del grafiti se inició cuando vivía en Jersey City. Después, al mudarse a Nueva York en los años 1990, KAWS comenzó a modificar las imágenes de la publicidad en paradas de autobuses y cabinas telefónicas. Estos afiches rediseñados quedaban en el olvido y podían pasar varios meses así, pero cuando la popularidad de KAWS se disparó, los carteles eran intensamente buscados.
A fines de los años 1980, KAWS comenzó a diseñar y producir ediciones limitadas de juguetes hechos con vinilo. Más juguetes e indumentaria fue creada para Original Fake, una entonces emergente tienda en colaboración con Medicom Toy, en el distrito de Aoyama, Tokio, donde una edición limitada original de un producto es lanzada cada semana. KAWS también participó en otras colaboracioens comerciales junto al productor musical Nigo para la marca de ropa A Bathing Ape, con Jun Takahashi para Undercover y con Michael Neumann para Kung Faux. También fue invitado a diseñar tablas de snowboarding para Burton y zapatillas para Nike y Vans. En agosto de 2010 creó una edición limitada de botellas para la cerveza mexicana Dos Equis.
Las pinturas y esculturas de acrílico hechas por KAWS contienen muchas imágenes recurrentes, todas con el propósito de ser comprendidas universalmente, sin importar el idioma o la cultura. Una de las primeras series de KAWS, Package Paintings, fue confeccionada en el año 2000. Otra serie, titulada The Kimpsons, mostró una versión alterada de la popular serie televisiva Los Simpson. Otros íconos populares que han sido modificados por KAWS son Mickey Mouse, el Hombre Michelin, los Pitufos y Bob Esponja.